# شبی که جهان را می‌خورد
شبی که جهان را می‌خورد (انگلیسی: The Night Eats the World) (به فرانسوی: La nuit a dévoré le monde) فیلمی فرانسوی در سبک ترسناک است که در سال ۲۰۱۸ منتشر شد.